# К-571 «Красноярск»
К-571 «Красноярск» — российская многоцелевая атомная подводная лодка 4-го поколения, четвёртый корабль проекта 885 «Ясень». Построена на Севмаше по модернизированному проекту 885М (08851) «Ясень-М».

## История строительства
Строительство подлодки началось 27 июля 2014 года и было приурочено ко Дню ВМФ.
По данным на июль 2015 года находилась в стадии формирования прочного корпуса. 23 января 2017 года завершены гидравлические испытания прочного корпуса и его конструкций.
Спущена на воду 30 июля 2021 года в Северодвинске. Бутылку шампанского о корпус разбил командир подлодки капитан 2-го ранга Иван Артюшин.
26 июня 2022 года подлодка вышла на заводские ходовые испытания.
По данным СМИ, изначально АПЛ планировали передать Тихоокеанскому флоту в конце 2022 года, но из-за незавершённости заводских ходовых испытаний сроки были перенесены на конец 2023 года.
11 декабря 2023 года на АПЛ «Красноярск» был поднят Андреевский флаг и подлодка вступила в строй.

## История службы
В сентябре 2024 К-571 вместе со стратегической АПЛ К-554 «Император Александр III» совершили подлёдный межтеатровый переход в восточную часть Арктики, прибыв туда 16 сентября, затем продолжили переход на Камчатку. 25 сентября К-571 прибыл в Вилючинск к месту постоянного базирования, вошёл в состав 10-й дивизии подводных лодок.

## Командиры
- 2020 — н. в.: И. Артюшин